# Olajszínű csigagomba
Az olajszínű csigagomba (Hygrophorus persoonii) a csigagombafélék családjába tartozó, Európában és Japánban honos, lombos erdőkben élő, ehető gombafaj. 

## Megjelenése
Az olajszínű csigagomba kalapja 3-6 cm széles; alakja fiatalon félgömbszerű, később domború, majd púposan kiterül. Széle aláhajló, idősen bordázott lehet. Felszíne sugarasan benőtten szálas, erősen nyálkás. Színe olívbarna, piszkosbarna, szürkésbarna, a közepén sötétebb.
Húsa tömör, szálas, fehéres színű. Íze és szaga nem jellegzetes. 
Ritkán álló lemezei kissé lefutók, féllemez előfordul. Színük fehér. 
Tönkje 5-10 cm magas és 0,5-1,5 cm vastag. Alakja hengeres vagy lefelé orsószerűen keskenyedő. Színe a csúcsán fehér, fehéren szemcsézett; a gallérzóna alatt vastagon nyálkás, a nyálka alatt kalapszínű, gyűrűszerű zónákkal. Fiatalon a kalap szélét a tönkkel nyálkás pókhálószerű szálak kötik össze, melyek rövidesen eltűnnek (illetve helyükön lesz a gallérzóna).
Spórapora fehér. Spórája elliptikus, sima, mérete 9-12 x 6,5-7,5 µm.

### Hasonló fajok
A fehértönkű olívszürke csigagomba, a fenyvesben élő, robusztusabb barnanyálkás csigagomba vagy a karcsúbb olajbarna csigagomba hasonlít hozzá.

## Elterjedése és termőhelye
Európában és Japánban honos. Magyarországon gyakori.
Lombos erdőkben él, főleg tölgy és bükk alatt. Szeptembertől novemberig terem.  

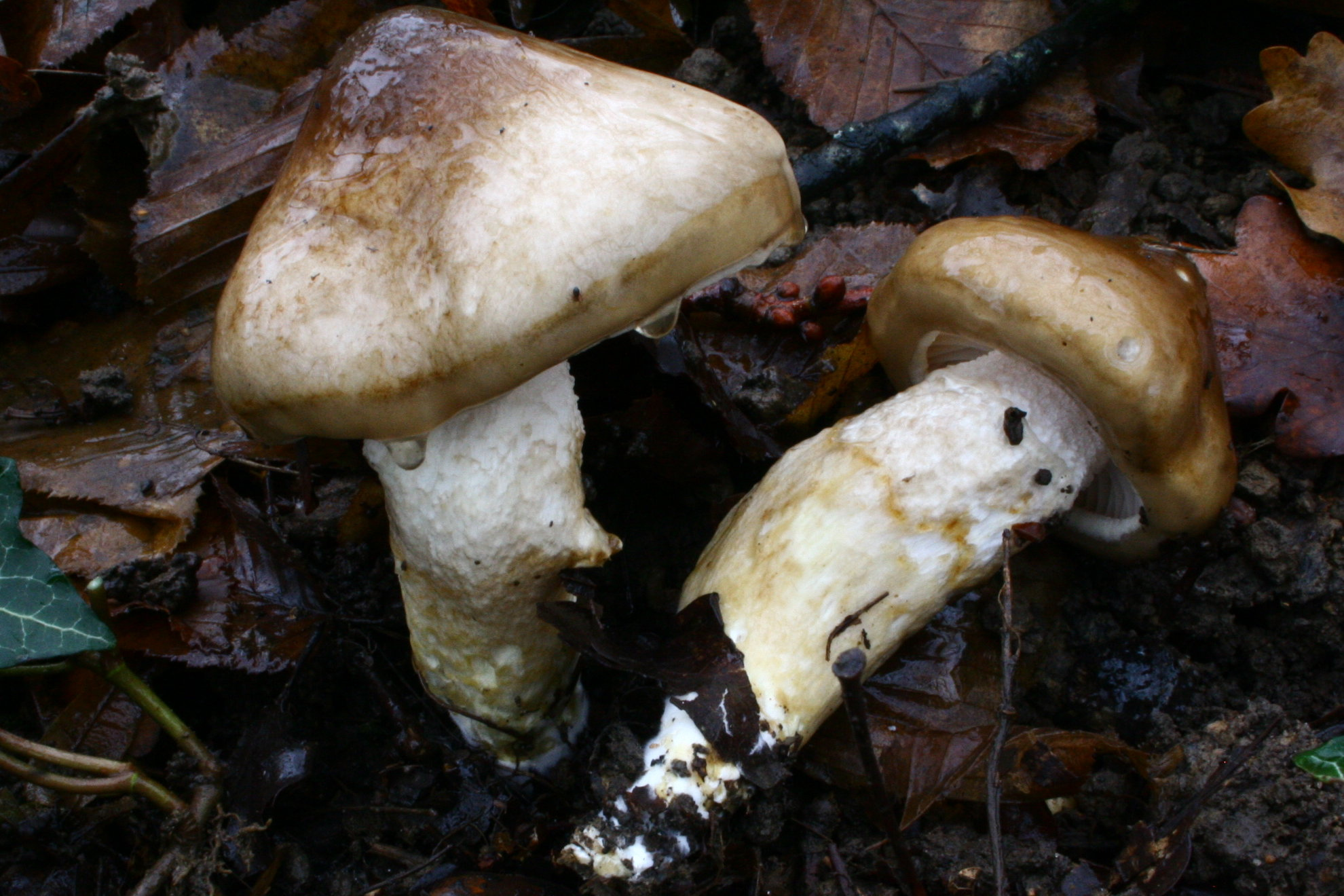
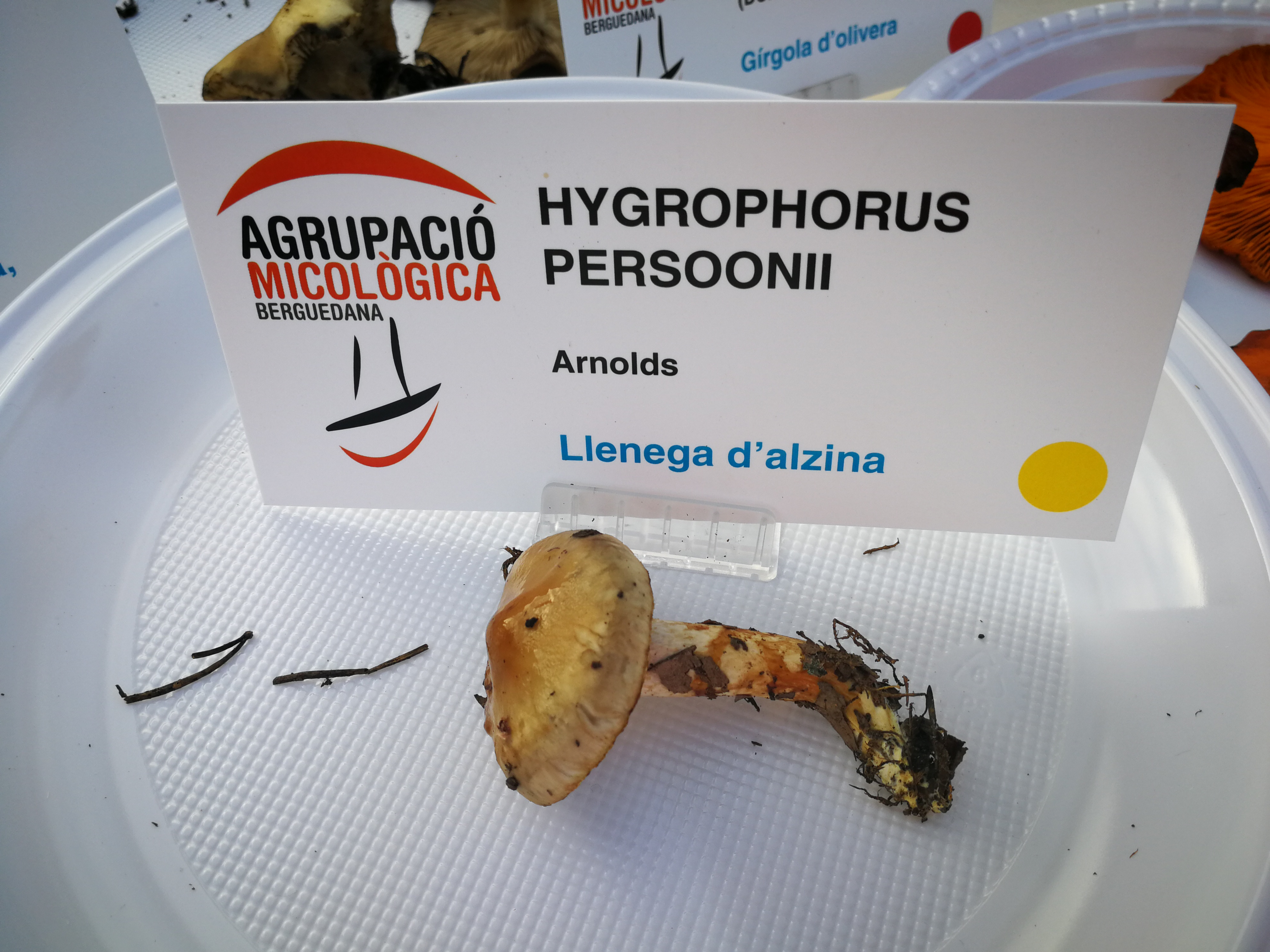

Ehető gomba.   